# الحكاية الرسمية (فلم)
التاريخ الرسمي أو الحكاية الرسمية (حسب النسخة الإنجليزية)، (بالإسبانية:La historia oficial) فيلم أرجنتيني من إنتاج سنة 1985، و إخراج لويس بوينسو. فاز الفيلم بعدة جوائز من أهمها جائزة الأوسكار لأفضل فيلم بلغة أجنبية سنة 1986. يعالج الفيلم موضوعات الاختفاء القسري والديكتاتورية العسكرية في الأرجنتين، خلال ثمانينيات القرن العشرين، عبر قصة زوجين أرجنتينيين يصطدمان بحقيقة كون ابنتهما المتبناة هي مختطفة من أم معتقلة سياسية.

## حبكة الفيلم
تدور أحداث الفيلم في بوينوس آيرس في 1983، آخر سنوات مرحلة الديكتاتورية العسكرية، التي عرفت بالحرب القذرة. بطلة الفيلم، أليسيا، أستاذة تاريخ في الثانوي، تعيش رفقة زوجها روبيرتو، رجل الأعمال المنتفع من علاقاته مع العسكريين، و ابنتهما المتبناة كابي. غداة رجوع صديقتها الحميمة آنا من منفى قسري هروبا من القمع، تكتشف أليسيا كيف اختطفت صديقتها و عذبت من طرف الشرطة السياسية، و تصطدم بحكاية آنا لما شاهدته من مآسي أثناء اعتقالها، خصوصا اختطاف أطفال رضع من ذويهم الملاحقين، و بيعهم لعائلات غنية بغرض التبني. تفتح هذه الحقيقة المرعبة أعين و ضمير أليسيا لتدخل في رحلة صعبة بحثا عن أم ابنتها، وفق مسار يجعلها تعي أكثر حقيقة بلدها و التحولات السياسية و المجتمعية التي كان يحفل بها، و هي التي دأبت على تلقين التاريخ لتلامذتها وفق رواية رسمية لا مكان للشك و النقد فيها.

## قراءات نقدية
- ينتقد الفيلم جريمة الصمت التي مارستها البورجوازية المنتفعة في إطار النظام الديكتاتوري العسكري في الأرجنتين، الذي امتد من 1976 إلى 1983، و الذي تسبب في اعتقال 000 10 معارض و قتل 000 30 آخرين، جزء كبير منهم في إطار المختطفين مجهولي المصير، ناهيك عن 500 رضيعا مختطفا بغرض التبني لفائدة عائلات مقربة من النظام.[3]
- علق لويس بوينسو عن فيلمه قائلا: «المختفون يشكلون الجرح الظاهر لمرض عضال و معقد يهمنا جميعا. أغلبنا، نحن الأرجنتينيون، كنا نظن أنفسنا خارج دائرة الضحايا و الجلادين، و الآن نعلم بأننا كنا الإثنين معا».[3]

## توزيع الأدوار
- أليسيا: نورما ألياندرو.
- روبيرتو: إيكطور ألتيريو.
- آنا: تشونتشونا بيافانيي.
- كابي: أناليا كاسترو.

## الجوائز
فاز الفيلم بعدد كبير من الجوائز أهمها:
- جائزة الأوسكار لأفضل فيلم أجنبي - 1986
- جائزة مهرجان كان لأفضل ممثلة (نورما ألياندرو) - 1986
- جائزة الجولدن جلوب لأفضل فيلم ناطق بغير الإنجليزية - 1986

## وصلات خارجية
- مقالات تستعمل روابط فنية بلا صلة مع ويكي بيانات

- جذاذة تعريفية بالفيلم من موقع IMDb
- جذاذة تعريفية بالفيلم من موقع cinenacional